# Gymnastique acrobatique aux Jeux mondiaux de 2017
Navigation
Cali 2013 Birmingham 2022
Les épreuves de gymnastique acrobatique des Jeux mondiaux de 2017 ont lieu du 24 juillet au 26 juillet 2017 à Wrocław.

## Compétition

### Femmes

#### Duo (24 juillet 2017)
| Place | Pays       | Noms                                | Qualification (Points) | Qualification (Points) | Qualification (Points) | Finale (Points) |
| Place | Pays       | Noms                                | Équilibre              | Dynamique              | Total                  | Finale (Points) |
| ----- | ---------- | ----------------------------------- | ---------------------- | ---------------------- | ---------------------- | --------------- |
| 1     | Russie     | Daria Gureyva Daria Kalinina        | 29,750                 | 29,150                 | 58,900                 | 29,870          |
| 2     | Belgique   | Lore Vanden Berghe Noemie Lammertyn | 29,550                 | 28,080                 | 57,630                 | 28,510          |
| 3     | Ukraine    | Veronika Habelok Iryna Nazimova     | 26,110                 | 27,250                 | 53,360                 | 27,930          |
| 4     | États-Unis | Emily Davis Aubrey Rosilier         | 27,590                 | 26,760                 | 54,350                 | 23,860          |
| 5     | Chine      | Jie Meng Shiheng Wu                 | 25,850                 | 26,820                 | 52,670                 | ---             |
| 6     | Pays-Bas   | Nicole Eykelenboom Djenti Verbrugge | 24,650                 | 25,830                 | 50,480                 | ---             |

#### Groupe (25 juillet 2017)
| Place | Pays        | Noms                                                 | Qualification (Points) | Qualification (Points) | Qualification (Points) | Finale (Points) |
| Place | Pays        | Noms                                                 | Équilibre              | Dynamique              | Total                  | Finale (Points) |
| ----- | ----------- | ---------------------------------------------------- | ---------------------- | ---------------------- | ---------------------- | --------------- |
| 1     | Russie      | Daria Chebulanka Polina Plastinina Kseniya Zagoskina | 28,840                 | 28,540                 | 57,380                 | 29,440          |
| 2     | Biélorussie | Julia Ivonchyk Veranika Nabokina Karina Sandovich    | 29,285                 | 28,610                 | 57,895                 | 29,040          |
| 3     | Royaume-Uni | Ilisha Boardman Isabel Haigh Emily Hancock           | 27,020                 | 28,010                 | 55,030                 | 28,235          |
| 4     | États-Unis  | Sophie Gruszka Morgan Sweeney Amanda Waterson        | 26,340                 | 27,870                 | 54,210                 | 27,920          |
| 5     | Allemagne   | Anna Hannemann Alina Heinowski Annalena Kunz         | 26,430                 | 25,500                 | 51,930                 | –--             |
| 6     | Chine       | Yushan Duan Qiuqiong Ji Jieyu Liu                    | 25,530                 | 24,740                 | 50,270                 | –--             |

### Hommes

#### Duo (25 juillet 2017)
| Place | Pays        | Noms                         | Qualification (Points) | Qualification (Points) | Qualification (Points) | Finale (Points) |
| Place | Pays        | Noms                         | Équilibre              | Dynamique              | Total                  | Finale (Points) |
| ----- | ----------- | ---------------------------- | ---------------------- | ---------------------- | ---------------------- | --------------- |
| 1     | Allemagne   | Michail Kraft Tim Sebastian  | 28,970                 | 27,690                 | 56,660                 | 29,310          |
| 2     | Russie      | Igor Mishev Nikolay Suprunov | 28,490                 | 27,820                 | 56,310                 | 29,090          |
| 3     | Belgique    | Robin Casse Kilian Goffaux   | 28,820                 | 27,920                 | 56,740                 | 28,550          |
| 4     | Chine       | An Li Lingzhi Xiang          | 28,000                 | 27,500                 | 55,500                 | 28,350          |
| 5     | Royaume-Uni | Michael Hill Jake Phelan     | 27,640                 | 27,390                 | 55,030                 | ---             |
| 6     | Israël      | Timur Berg Eyal Palgi Sadik  | 26,990                 | 27,185                 | 54,175                 | ---             |

#### Groupe (26 juillet 2017)
| Place | Pays        | Noms                                                                     | Qualification (Points) | Qualification (Points) | Qualification (Points) | Finale (Points) |
| Place | Pays        | Noms                                                                     | Équilibre              | Dynamique              | Total                  | Finale (Points) |
| ----- | ----------- | ------------------------------------------------------------------------ | ---------------------- | ---------------------- | ---------------------- | --------------- |
| 1     | Royaume-Uni | Conor Sawenko Charlie Tate Adam Upcott Lewis Watts                       | 29,500                 | 29,550                 | 59,050                 | 30,450          |
| 2     | Chine       | Zheng Li Liuming Rui Teng Zhang Jiahuai Zhou                             | 29,780                 | 26,685                 | 56,465                 | 30,220          |
| 3     | Israël      | Lidar Dana Yannay Kalfa Efi Efraim Sach Daniel Uralevitch                | 29,080                 | 29,060                 | 58,140                 | 28,050          |
| 4     | Russie      | Victor Grechukhin German Kudriashov Aleksandr Pchelnikov Andrei Shkvarok | 24,585                 | 28,340                 | 52,925                 | 25,770          |
| 5     | Ukraine     | Stanislav Kukurudz Vladyslav Kukurudz Yurii Push Taras Yarush            | 24,590                 | 27,740                 | 52,330                 | –--             |
| 6     | Australie   | Adrian Buck Cassiel Rousseau Forwood Jake Sergeant Liam Rousseau         | 25,530                 | 26,100                 | 51,630                 | –--             |

### Mixte

#### Duo (24 juillet 2017)
| Place | Pays        | Noms                             | Qualification (Points) | Qualification (Points) | Qualification (Points) | Finale (Points) |
| Place | Pays        | Noms                             | Équilibre              | Dynamique              | Total                  | Finale (Points) |
| ----- | ----------- | -------------------------------- | ---------------------- | ---------------------- | ---------------------- | --------------- |
| 1     | Russie      | Marina Chernova Georgii Pataraia | 30,640                 | 29,690                 | 60,330                 | 30,865          |
| 2     | Biélorussie | Volha Melnik Artur Beliakou      | 28,760                 | 27,970                 | 56,730                 | 29,260          |
| 3     | Royaume-Uni | Lewis Walker Katherine Williams  | 28,170                 | 27,180                 | 55,350                 | 28,810          |
| 4     | Portugal    | Joao Martins Carolina Dias       | 28,430                 | 28,560                 | 56,990                 | 28,700          |
| 5     | États-Unis  | Axel Osborne Tiffani Williams    | 28,030                 | 24,570                 | 52,600                 | ---             |
| 6     | Pologne     | Wojciech Dackiewicz Julia Kraj   | 22,470                 | 26,020                 | 48,490                 | ---             |

## Podiums

### Femmes
| Épreuve | Or                                                          | Argent                                                        | Bronze                                                 |
| ------- | ----------------------------------------------------------- | ------------------------------------------------------------- | ------------------------------------------------------ |
| Duo     | Russie Daria Guryeva Daria Kalinina                         | Belgique Lore Vanden Berghe (nl) Noémie Lammertyn (nl)        | Ukraine Veronika Habelok Irina Nazimova                |
| Groupe  | Russie Daria Chebulanka Polina Plastinina Kseniya Zagoskina | Biélorussie Julia Ivonchyk Veranika Nabokina Karina Sandovich | Royaume-Uni Isabel Haigh Emily Hancock Ilisha Boardman |

### Hommes
| Épreuve | Or                                                             | Argent                                             | Bronze                                                                               |
| ------- | -------------------------------------------------------------- | -------------------------------------------------- | ------------------------------------------------------------------------------------ |
| Duo     | Allemagne Tim Sebastian (de) Michail Kraft (de)                | Russie Igor Mishev Nikolay Suprunov                | Belgique Kilian Goffaux Robin Casse                                                  |
| Groupe  | Royaume-Uni Conor Sawenko Charlie Tate Adam Upcott Lewis Watts | Chine Li Zheng Rui Liuming Zhang Teng Zhou Jiahuai | Israël Lidar Dana (he) Yannay Kalfa (he) Efi Efraim Sach (he) Daniel Uralevitch (he) |

### Mixte
| Épreuve | Or                                      | Argent                                             | Bronze                                    |
| ------- | --------------------------------------- | -------------------------------------------------- | ----------------------------------------- |
| Duo     | Russie Marina Chernova Georgii Pataraia | Biélorussie Voĺha Mieĺnik (be) Artur Beliakou (en) | Royaume-Uni Kathryn Williams Lewis Walker |

## Tableau des médailles
- Pays organisateur

| Rang  | Nation      | Or | Argent | Bronze | Total |
| ----- | ----------- | -- | ------ | ------ | ----- |
| 1     | Russie      | 3  | 1      | 0      | 4     |
| 2     | Royaume-Uni | 1  | 0      | 2      | 3     |
| 3     | Allemagne   | 1  | 0      | 0      | 1     |
| 4     | Biélorussie | 0  | 2      | 0      | 2     |
| 5     | Belgique    | 0  | 1      | 1      | 2     |
| 6     | Chine       | 0  | 1      | 0      | 1     |
| 7     | Israël      | 0  | 0      | 1      | 1     |
| 7     | Ukraine     | 0  | 0      | 1      | 1     |
| Total | Total       | 5  | 5      | 5      | 15    |